# 柴国柱
柴 国柱（さい こくちゅう、1568年 - 1625年）は、明代の軍人。字は擎霄、号は峨峰。本貫は西寧衛清水堡。

## 生涯
柴伯林と趙氏のあいだの長男として生まれた。万暦年間、代々の蔭官により任用され、西寧守備をつとめた。勇猛で弓射を得意とした。1595年（万暦23年）、参将の達雲に従って西寧の南川でヨンシエブを討ち、その武勇は軍に冠絶した。軍功を記録されて、都指揮僉事に進んだ。西辺で侵入があるたびに、国柱がこれを撃退した。しばらくして涼州副総兵に進んだ。
明が松山を奪回すると、堡を建てて斥候を置き、諸部の侵攻があるたびに、国柱が出撃して撃退した。1605年（万暦33年）、松山部の銀定・歹成が兵を率いて鎮番に進攻してくると、国柱は救援に駆けつけ、200人をあまりを斬首し、馬や武器を大量に鹵獲した。1604年（万暦34年）、青海部が鎮羌堡・黒古城の諸堡に侵入し、守備の楊国珍は防御できなかったことから、国柱は游撃の王允中らを率いてこれを撃退した。1607年（万暦35年）、銀定・歹成が河西を侵犯すると、国柱はこれを迎撃し、120人の首級を得た。署都督僉事・陝西総兵官に抜擢された。
1608年（万暦36年）春、国柱は甘粛に転出した。銀定・歹成が永昌に侵攻すると、国柱は駆けつけて会戦し、これを破った。麻山湖まで追撃し、160人あまりを斬首した。その部落が再び侵入して、守備の鄭崇雅らが戦没すると、国柱は敗戦の罪に問われて俸給1年分を減給された。オルドス部と松山部が共同して侵入してくると、国柱は諸将に指示して道を分けて迎撃し、160人を斬首した。しばらくして右都督の位を加えられ、指揮僉事の世襲を認められた。長らくを経て、官を罷免された。
1618年（万暦46年）夏、僉書都督府事として北京に召還された。ほどなく杜松に代わって山海関に駐屯した。1619年（万暦47年）、杜松が敗死し、チャハルのリンダン・ハーンが機に乗じて国境を侵犯すると、国柱らは奮戦してこれを防いだ。1620年（万暦48年）、瀋陽に転出した。病のため帰郷した。天啓初年、辺境での軍功を追って記録され、左都督の位を加えられた。1625年（天啓5年）、死去した。享年は58。

## 子女
- 柴時享
- 柴時秀（1586年 - 1627年、字は維実、別号は諸峨、中軍都督府都督僉事）